# Ducat de Ferrara
El Ducat de Ferrara —Ducato di Ferrara (italià)— fou un estat feudal al nord de la península italiana existent entre 1471 i 1598.

## Orígens
Els seus orígens se situen en la creació l'any 1196 del Marquesat de Ferrara, entitat sorgida a l'entorn de la ciutat de Ferrara i títol que li fou concedit a Azzo VI d'Este per part del papa Celestí III, si bé els seus hereus foren designats tan sols 'podestà' de la ciutat. La designació d'aquest títol fou realitzada per part del papa, ja que la ciutat de Ferrara formava part en aquells moments dels Estats Pontificis i, per tant, era considerada com un feu papal.

## Marquesat de Ferrara
Enmig de les lluites entre güelfs i gibel·lins, els Este finalment van aconseguir el domini de Ferrara l'any 1240, data en la qual Azzo VII es converteix en podestà de la ciutat. Posteriorment els Este aconseguiren el poder a Mòdena i Reggio (1288 i 1289 respectivament). Amenaçats des de l'exterior i debilitats per lluites internes, els Este només aconseguirien rebre la investidura papal per a Ferrara el 1332.
El seu net Opizzo II d'Este (1264 - 1293), va ser proclamat senyor vitalici de Ferrara (1264 (Signore di Ferrara "gubernator et rector et generalis et perpetuus dominus") i va marcar la fi del període comunal a Ferrara i l'inici de la senyoria, que perdurà fins al segle xvii. La seva filla, Beatriu d'Este, es casà amb Lluís Maria Sforza. La casa dels Este es va instal·lar des d'aleshores a Ferrara, i la van fer capital d'un petit, però culturalment activíssim estat regional, que va ser dels que més va durar a Itàlia.
Nicolau III d'Este (1393 - 1441) va rebre uns quants Papes amb gran magnificència, especialment Eugeni IV, que va arribar a aconseguir la realització del Concili de Ferrara el 1438.
Especialment amb Nicolau III, Ferrara va impulsar les arts i de les ciències i la cort va ser el centre d'una forta vida cultural, una de la més intensa a Europa. La seva anomenada va atreure artistes de tot arreu. en el Quattrocento hi va haver pintors com Pisanello, Piero della Francesca, Cosmè Tura, Ercole de' Roberti, Francesco del Cossa. Homes de lletres com Francesco Petrarca, Paolo Veronese, Ludovico Ariosto, Torquato Tasso. També els grans intel·lectuals del seu temps, com Leon Battista Alberti, Biagio Rossetti, Girolamo da Carpi, i músics de la talla de Josquin Desprez, Adrian Willaert, Cipriano de Rore, Carlo Gesualdo da Venosa i Luzzasco Luzzaschi. Enmig de tanta vida intel·lectual es va començar a construir el castell el 1385 i va fundar la universitat el 1391.

## Ascens a ducat
L'any 1452 Borso d'Este, governant de les senyories conjuntes de Ferrara i Mòdena, fou nomenat Duc de Mòdena per part de l'emperador Frederic III del Sacre Imperi Romanogermànic. Posteriorment, el 12 d'abril de 1471, fou nomenat duc de Ferrara per part del papa Pau II a la Basílica de Sant Pere del Vaticà.

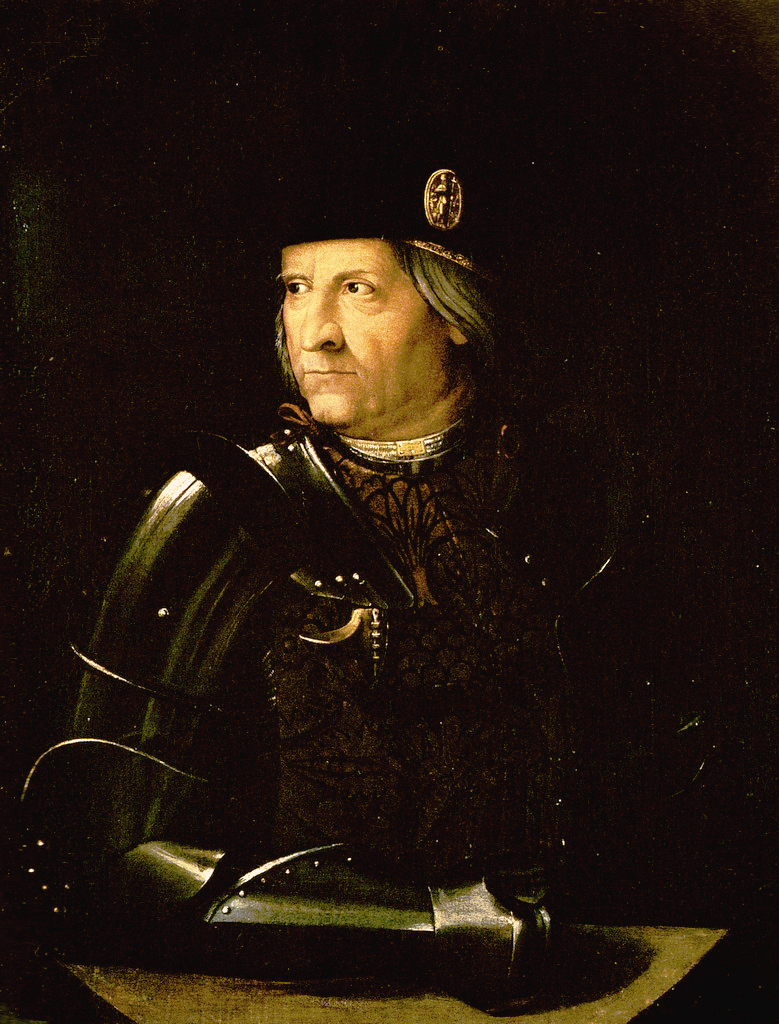
Hèrcules I d'Este

Hèrcules I d'Este s'enemistà amb la República de Venècia, amb qui va lluitar en la guerra de Ferrara entre 1482 i 1484 per la disputa del monopoli de la sal, un gran revés per Ferrara, i que va acabar amb la Pau de Bagnolo, per la qual els Este van haver de cedir part del territori. També es va enemistar amb el papa Sixt IV que ja tornat a Roma després del Cisma d'Occident i intentava reorganitzar els Estats pontificis. Tot i això, va evitar l'absorció del ducat.
El 1492 va ser l'any del més important creixement urbanístic de la ciutat amb el projecte Addizione Erculea projectat per Biagio Rossetti, que va ampliar cap al nord la ciutat amb un esquema racional de vies i palaus, un dels primers projectes urbanístics en una ciutat europea. Durant el regnat d'Hèrcules I d'Este, un dels principals mecenes italians de les arts (a part dels Mèdici), Ferrara va créixer com a centre cultural on hi van viure grans artistes com (Dosso Dossi, Ticià o Giovanni Bellini) i literats com (Ludovico Ariosto, Petrarca o Torquato Tasso), però sobretot es va especialitzar en la música. Els compositors arribaven especialment des de França i Flandes. Josquin Des Prez va treballar per al Duc Hèrcules I d'Este durant un temps (component la Missa Hercules dux Ferrarie, que va escriure per a ell). Jacob Obrecht el va substituir a Ferrara i hi va morir durant un brot de Pesta negra el 1505). I Antoine Brumel s'hi va estar com a músic principal des de 1505.

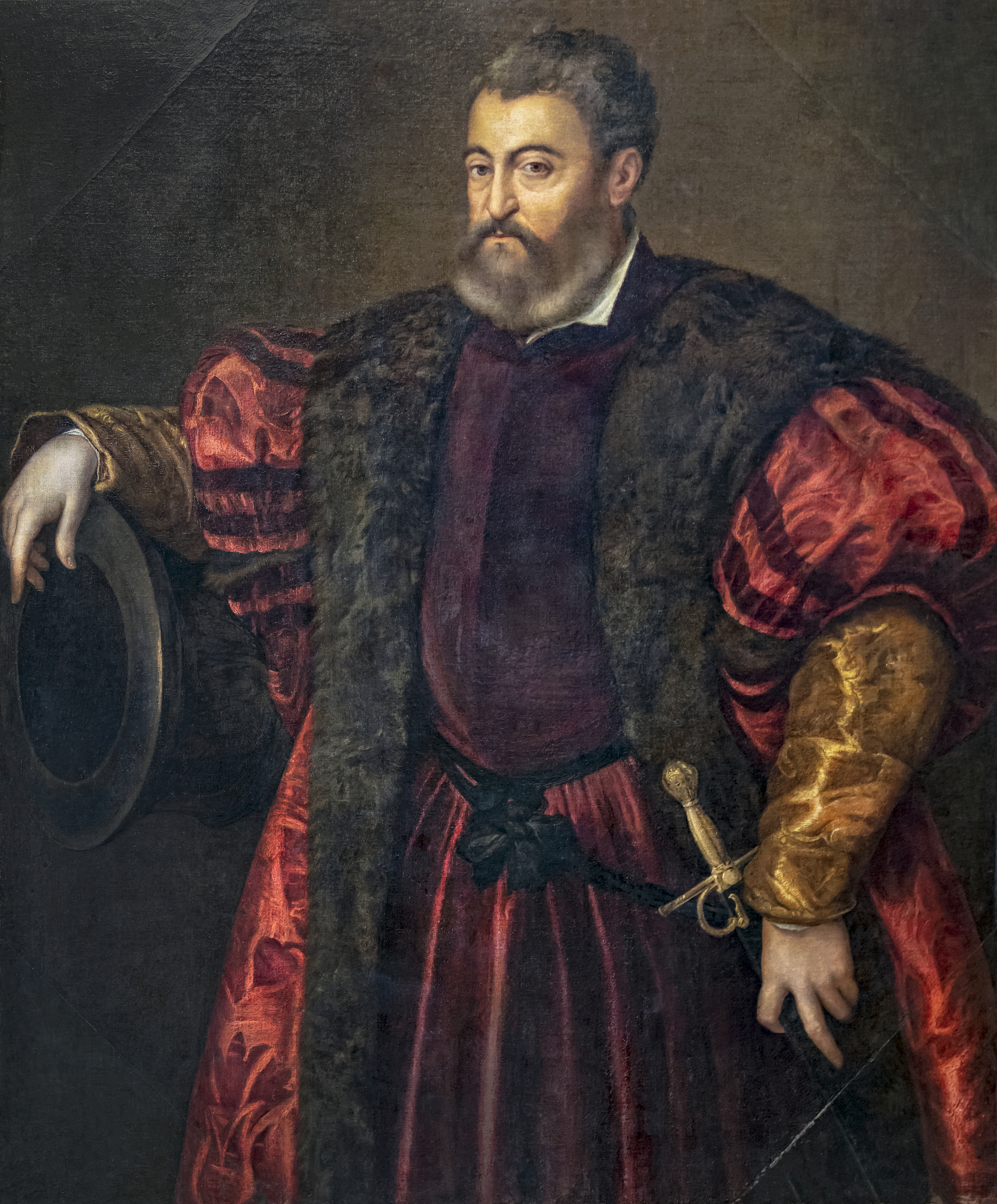
Imatge d'Alfons I d'Este.

Un dels ducs més poderosos fou Alfons I d'Este (1486 - 1534), duc de Ferrara des de 1505, un ambiciós príncep renaixentista, que va forjar aliances amb França i Espanya en contra del Papat. Va estar casat amb Lucrècia Borja, i va crear a Ferrara una esplèndida cort que va atreure a famosos escriptors (Ariosto), poetes (Petrarca) i pintors (Bellini o Ticià). La seva preferència per la música instrumental va dur a Ferrara a convertir-se en un centre important de composició per a llaüt. Forjant aliances, la seva germana Beatriu es va casar amb Lluís Maria Sforza, duc de Milà (1491). Va entrar inicialment a la Lliga de Cambrai contra Venècia (1508), i va romandre com a aliat de Lluís XII de França fins i tot quan el papa Juli II va haver signat un acord de pau amb Venècia. El papa va declarar perduts els feus dels Este i fins i tot va excomunicar a Alfons (1510). Entre 1526 i 1527 Alfons va participar en l'expedició de l'emperador Carles V del Sacre Imperi Romanogermànic contra el papa Climent VII, el qual l'any 1530 va reconèixer a Alfons com a posseïdor dels ducats en els quals venia governat la família Este.
Hèrcules II d'Este, fill d'Alfons i Lucrècia, es va casar amb Renata de França, filla de Lluís XII de França, i va continuar engrandint Ferrara durant el seu regnat (1534 - 1559). Durant els primers anys del seu ducat va haver de resoldre el problema de les relacions amb el Papa, amb un acord negociat durant el 1539 pel seu germà Francisco (que implicava el dipòsit a la cúria de 180.000 ducats d'or). Quan Enric II de França va reprendre l'activitat militar a la península el 1551, Hèrcules II dona suport al francès, assumint el 1556 el comandament de la lliga antimperial formada per França, els Estats Pontificis i Ferrara. Però quan l'exèrcit francès concentrava a Nàpols els seus esforços més aviat que a Milà, el duc es va desfer de l'aliança, i amb la mediació de Cosme de Mèdici va arribar a un acord amb Espanya (18 de maig de 1558) que li deixava íntegrament els seus dominis. En els anys del seu govern, Ferrara esdevé un dels centres principals de la Reforma a Itàlia, perquè la seva muller, Renata de França, era calvinista, i va protegir els reformistes, i el seu marit va haver de confinar-la al Castello Estense per voluntat del papa Pau III.
El seu fill Alfons II d'Este va contreure tres matrimonis, primer amb Lucrècia de Mèdici, filla del gran duc Cosme I de Toscana, després amb Bàrbara d'Austria, germana de l'emperador Maximilià I, i finalment amb Margarida Gonzaga, filla del Duc de Màntua. Va situar Ferrara al seu punt més alt, i va ser el mecenes de Torquato Tasso, Guarino Guarini, i Cesare Cremonini, afavorint, com els prínceps de la seva casa sempre havien fet, les arts i ciències.
Durant el regnat d'Alfons II, Ferrara un cop més va desenvolupar un nucli musical impressionant, igualat a Itàlia només per la ciutat de Venècia, i pels centres musicals tradicionals com Roma, Florència i Milà. Compositors com Luzzasco Luzzaschi, Lodovico Agostini, i més tard Carlo Gesualdo da Venosa, representaven les tendències d'avantguarda, escrivint obres per artistes virtuosos. Els visitants venien a sentir les produccions espectaculars dels músics de Ferrara, les activitats dels quals van acabar el 1598 amb la fi de la Cort dels Este. Aquell any va començar una decadència inevitable que ha permès la conservació del teixit de la ciutat medieval i del renaixement, salvant-la de creixements desmesurats dels successius segles.

## Integració als Estats Pontificis
El 1597, la línia directa de successió de la família Este es va acabar. Encara que l'últim duc, Alfons II d'Este va testar a favor del seu cosí, Cèsar I (1533 - 1628), el papa Climent VIII va refusar reconèixer els drets de Cèsar i va incorporar Ferrara (feu papal) als Estats Pontificis. Encara que l'emperador Rodolf II del Sacre Imperi Romanogermànic va reconèixer els drets de Cèsar sobre Mòdena i Reggio, la pèrdua de Ferrara va fer que els Este perdessin la rellevància política que gaudien fins a aquell moment. Van continuar regint el ducat de Mòdena i Reggio fins al 1796, quan Napoleó Bonaparte va incorporar aquests territoris a la República Cisalpina, després de la signatura del Tractat de Campo Formio. El 1814, com a part de les clàusules del Tractat de Viena, el ducat va ser restaurat sota el net de l'últim duc d'Este, Francesc IV pertanyent a la casa d'Habsburg (començant la breu dinastia Àustria-Este). Aquesta branca menor van ser breument expulsats entre 1831 i 1848, però van retornar aviat, i a conseqüència de la guerra franco-piemontesa contra Àustria el 1859, el duc Francesc V va ser forçat a abandonar el ducat, aquesta vegada permanentment. Al desembre d'aquell any Mòdena es va unir a la Toscana i Parma per a constituir les Províncies Unides d'Itàlia Central, que van ser annexionades al Regne de Sardenya-Piemont al març de 1860, com una part del procés de la unificació italiana.

## Governants
- Senyors de Ferrara:
  - 1196 - 1212: Azzo VI d'Este
  - 1212 - 1215: Aldobrandino I
  - 1215 - 1222: Azzo VII

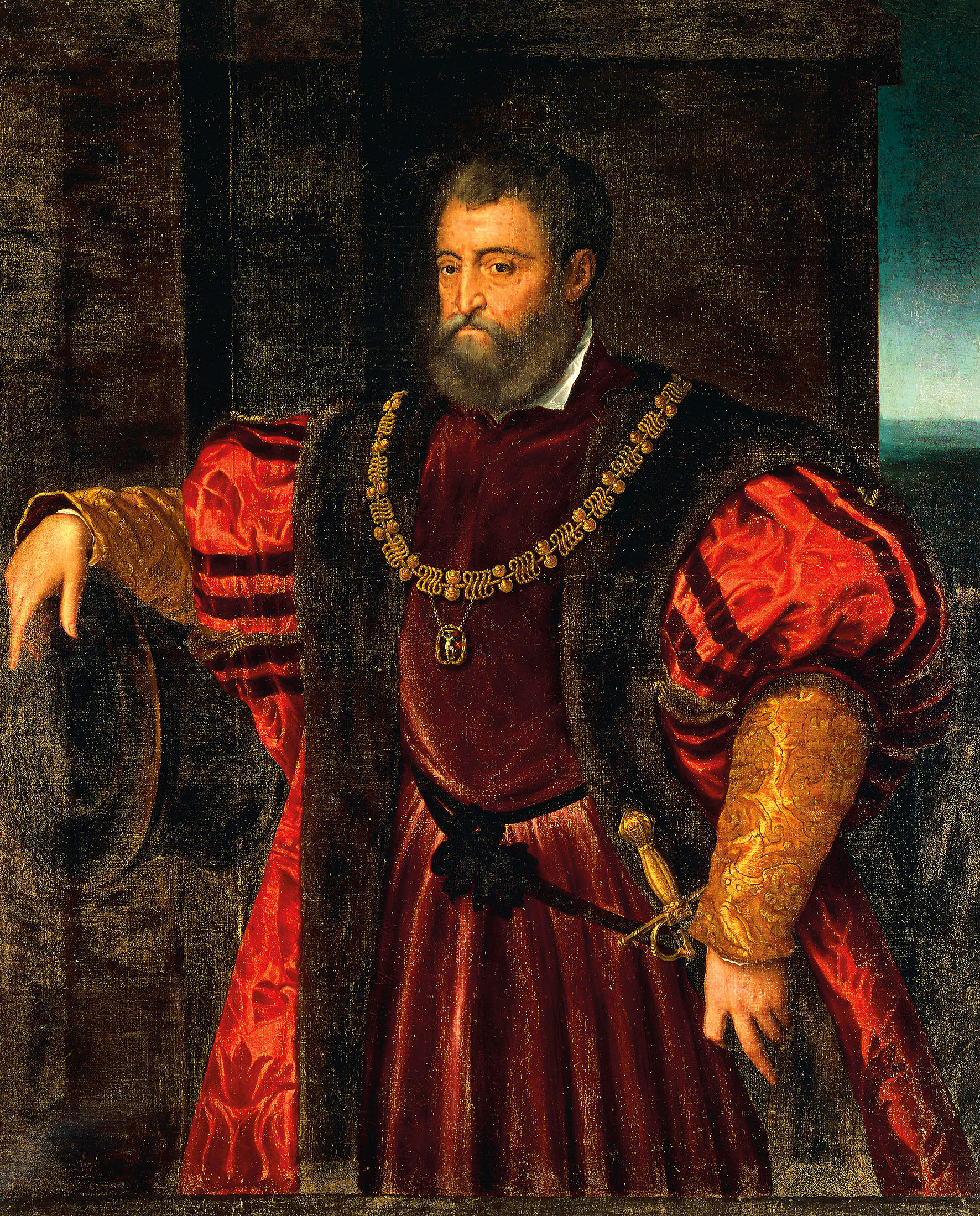
Imatge d'Alfons I d'Este.

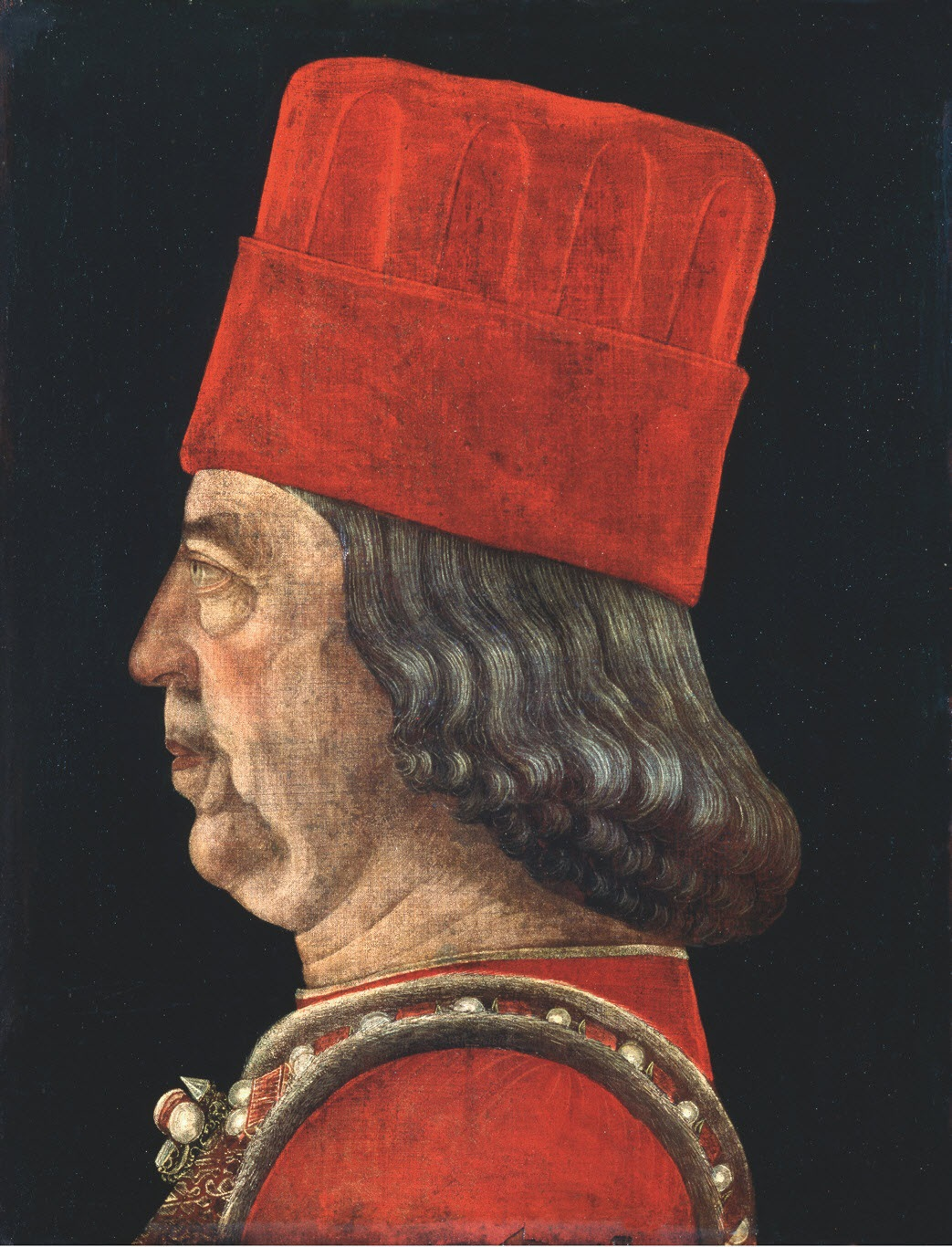
Imatge de Borso d'Este.

  - 1222 - 1236: Salinguerra Torrelli
  - 1236 - 1239: Ocupació del Sacre Imperi Romanogermànic
  - 1239 - 1264: Azzo VII
  - 1264 - 1293: Opizzo II d'Este
  - 1293 - 1308: Azzo VIII d'Este
  - 1308: Fresco d'Este
  - 1308 - 1309: ocupació veneciana
  - 1309 - 1317: ocupació dels Estats Pontificis
  - 1308 - 1326: Aldobrandino II
  - 1317 - 1335: Renau d'Este
  - 1335 - 1344: Nicolau I d'Este
  - 1344 - 1352: Opizzo III
  - 1352 - 1361: Aldobrandino III
  - 1361 - 1388: Nicolau II d'Este
  - 1388 - 1393: Albert d'Este
  - 1393 - 1441: Nicolau III d'Este
  - 1441 - 1450: Lionel d'Este
  - 1450 - 1471: Borso d'Este, el 1471 fou nomenat duc pel papa Pau II
- Ducs de Ferrara:
  - 1471: Borso d'Este
  - 1471 - 1505: Hèrcules I d'Este
  - 1505 - 1534: Alfons I d'Este
  - 1534 - 1559: Hèrcules II d'Este
  - 1559 - 1597: Alfons II d'Este, el 1597 el Ducat fou reintegrat als Estats Pontificis.